# Skirt
Skirt est un groupe de rock indépendant suisse, originaire de Bulle, dans le canton de Fribourg. Le groupe, mené par quatre filles, est actif entre 1997 et 2001.

## Biographie
Le groupe Skirt, signifiant littéralement « Jupe », est formé de quatre amies du Collège du Sud, à Bulle. Après un premier mini-concert en trio au skate park de la ville en 1997, Skirt évolue en quatuor et joue sa deuxième prestation avant Astonvilla à Ébullition en octobre 1998,. Tout ira très vite pour les quatre étudiantes, qui sont désormais managées et produites par Claude Currat. Astonvilla semble également les avoir pris sous leur aile en leur offrant les premières parties de nombreux concerts en Suisse et en France. Ils les invitent également à jouer deux morceaux dans l'émission Pollen du 19 mars 1999 sur France Inter, présentée par Jean-Louis Foulquier, grand découvreur de talents et instigateur des Francofolies de La Rochelle.
En 1999, elles profitent de leurs vacances d'été pour enregistrer un premier CD 4 titres à Genève avec Vincent Yerly et Jacques Roubaty. S'ensuivent de nombreux concerts de renom tels que le Rock'Oz Arènes d'Avenches ou l'Élysée-Montmartre en première partie d'Astonvilla, le 18 novembre 1999,.
Le 9 mars 2000, Skirt reçoit le prix "Nouvelle scène". Leur emploi du temps est dès lors très serré entre les passages télévisés, radios et les concerts prestigieux, dont le Paléo Festival Nyon et les Eurockéennes de Belfort. Elles prévoient de passer leur bac avant l'été 2001 puis de prendre une année sabbatique pour se consacrer à leur passion, alors qu'une tournée internationale et un nouvel album sont en vue. Seulement, les quatre filles décident de cesser leur activité musicale dès 2001, préférant leurs études à la combinaison musique-études, qui ne leur aurait pas laissé assez de temps pour créer un deuxième album dans de bonnes conditions.

## Membres
- Claire Huguenin - guitare, chant
- Laure Betris - guitare
- Sarah Gremaud - basse
- Noémie Délèze - batterie